# Fernando Lucena
Fernando Lucena – wenezuelski zapaśnik walczący w obu stylach. Brązowy medal na mistrzostwach panamerykańskich w 1989 i na igrzyskach boliwaryjskich w 1989 roku.